# String Quartets – Poland Abroad
String Quartets / Poland Abroad (vol. 2) – album Polish String Quartet Berlin (w składzie: Tomasz Tomaszewski – I skrzypce, Piotr Prysiażnik – II skrzypce, Sebastian Sokół – altówka, Maryjka Pstrokonska-Mödig – wiolonczela) z kwartetami smyczkowymi kompozytorów: Ignacego Waghaltera, Ignacego Strasfogela, Karola Rathausa, wydany 1 czerwca 2019 przez  EDA Records (nr kat. EDA43)/ Deutschlandfunk Kultur, w dystrybucji Music Island. To 7. wolumin serii "Poland Abroad". Płyta nagrodzona German Record Critics’ Award. Nominacja do Fryderyka 2020 w kategorii «Najlepszy Album Polski Za Granicą».